# Юрчинська-Попович Наталія Львівна

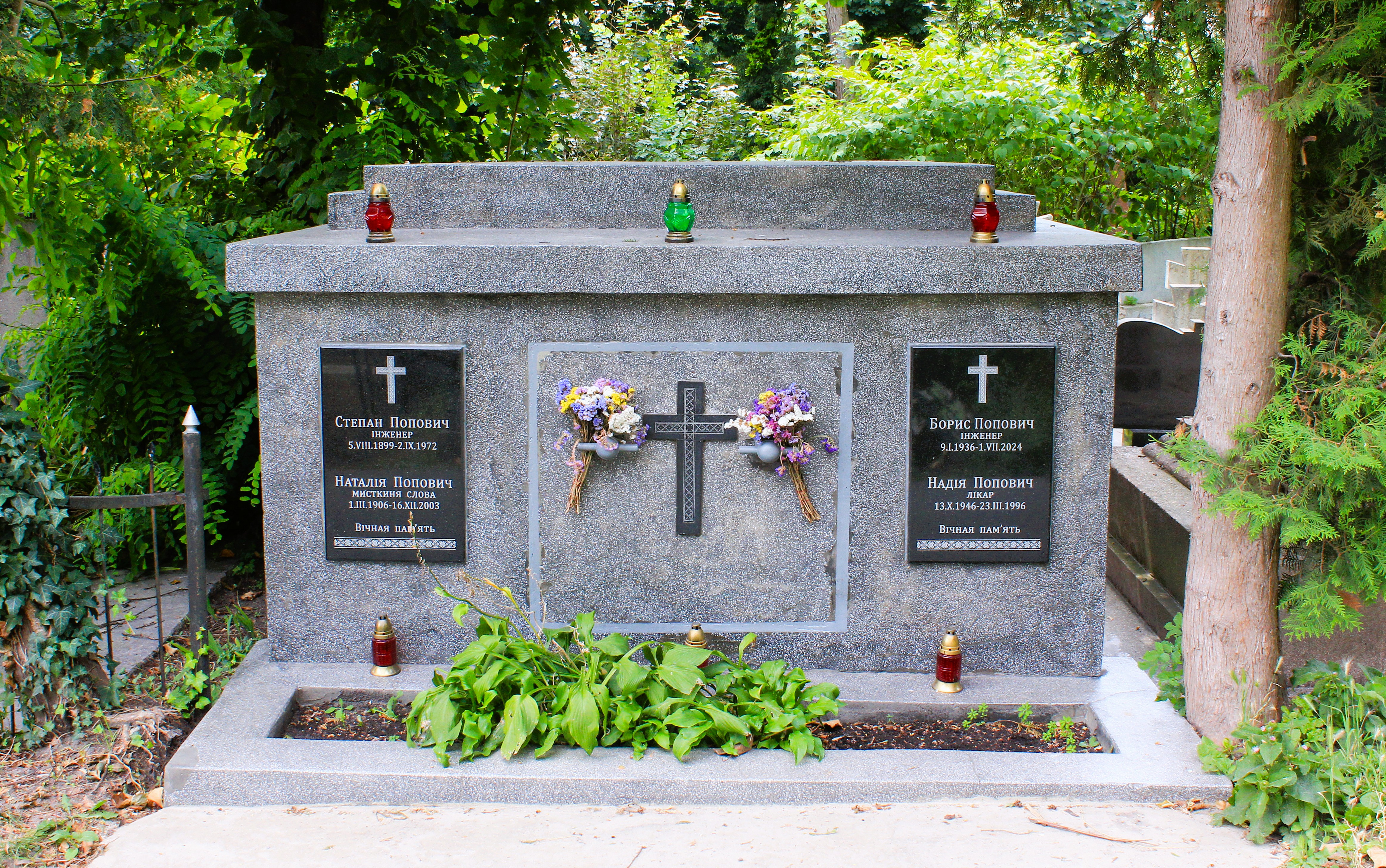
Гробниця родини Поповичів.

Наталія Львівна Юрчинська-Попович (1 березня 1906, с. Помонята, нині Львівська область — 16 грудня 2003, м. Львів) — українська громадська діячка, пластунка, декламаторка. Член організацій «Союз українок», ОУН.

## Життєпис
Наталія Юрчинська-Попович народилася 1 березня 1906 року в селі Помоняті, нині Рогатинської громади Івано-Франківського району Івано-Франківської области в родині священника о. Лева і Теофілі.
Навчалася в Добромірській початковій школі, Бережанській гімназії (з відзнакою) та учительській семінарії. Закінчила торговельну школу, працювала в Центросоюзі м. Львова.
Від 1923 — вступила до «Пласту». Була полковницею 34-го полку ім. Марусі Богуславки. Співала в хорі «Боян» (керівник — Станіслав Людкевич). Підтримувала дружні та літературні стосунки з Оленою Телігою, Оксаною Лятуринською, Наталією Лівицькою-Холодною, Дмитром Донцовим, Олександром Олесем, Олегом Ольжичем, Богданом Лепким та Юрієм Липою.
1932 року одружилася із Степаном Поповичем, з яким переїхала до Варшави. Діяльна в українському громадському житті, секретар Союзу Українок Еміґранток. Мала двох синів — Ігоря і Бориса.
1941 року повернулася в Україну. Працювала секретарем директора механічного ливарного заводу м. Збаража на Тернопільщині. Перед наступом Червоної армії у 1944 році разом зі синами переїхала в м. Криницю на Лемківщині.
Зазнала переслідувань від всіх окупаційних режимів. У 1929 році заарештована поляками разом з подругами біля Преображенської церкви у Львові за участь у панахиді по Ользі Басараб. Під час німецької окупації у Варшаві була затримана за декламацію поезії Тараса Шевченка «Мені однаково», яку німці сприйняли на свою адресу. 23 грудня 1949 року заарештована і засуджена до 10 років ув'язнення, а сім'ю — чоловіка, дітей і матір — заслано в Хабаровський край, Росія. Ув'язнення відбувала в Тайшетських таборах. 1956 року отримала дозвіл переїхати до сім'ї на Далекий схід, а в 1960 році повернутися в Україну.
Після проголошення незалежности України стала учасницею хору політв'язнів та декламувала вірші. Член Товариства імені Олени Теліги, товариства репресованих. Влаштовувала концерти в своєму помешканні у Львові.
Померла 16 грудня 2003 року у Львові. Похована в родинній гробниці на 40-му полі Янівського цвинтаря.